# Impatiens sulcata
Impatiens sulcata är en balsaminväxtart som beskrevs av Nathaniel Wallich. Impatiens sulcata ingår i släktet balsaminer, och familjen balsaminväxter. Inga underarter finns listade i Catalogue of Life.